# Pacôme Dadiet
Pacôme Dadiet, né le 27 juillet 2005 à Aubagne dans les Bouches-du-Rhône, est un joueur français de basket-ball évoluant au poste d'ailier.

## Biographie

### Débuts dans le basket-ball
Il naît à Aubagne, puis un an plus tard, sa famille déménage dans le Val-de-Marne, d'abord à Maisons-Alfort puis à Vitry-sur-Seine. Pacôme Dadiet prend sa première licence de basket-ball en 2011 à la Saint-Charles Charenton où évolue déjà son frère Maxence, futur international ivoirien. Il reste au club neuf ans et, comme ses coéquipiers Tidjane Salaün et Mohamed Diawara, il intègre le Pôle France de basket-ball en 2020. À l'instar des deux autres, il ne reste à l'INSEP qu'une saison pour rejoindre ensuite le centre de formation d'un club hexagonal. Avec Diawara, il intègre celui du Paris Basketball à compter de 2021. Le 1er octobre 2021, à l'âge de 16 ans et deux mois, il rentre en jeu en Betclic Élite contre la JDA Dijon. Il joue en tout 22 rencontres en Espoirs (en terminant 10e meilleur marqueur du championnat avec 17,3 points inscrits en moyenne) et 8 apparitions avec les professionnels (7 minutes jouées par rencontre).

### Arrivée en Allemagne (2023-2024)
Pacôme Dadiet rejoint le Ratiopharm Ulm en janvier 2023 après plusieurs mois de négociations avec son ancien club parisien durant lesquels il n'a pas joué en compétitions officielles.
De la même manière que Jeremy Sochan quelques années auparavant, il évolue plusieurs mois avec l'équipe réserve d'Ulm, l'OrangeAcademy (en), en troisième division allemande. Sur cinq rencontres, il inscrit 16 points, prend 4 rebonds et délivre près de 3 passes décisives en moyenne.
En 2023-2024, Dadiet joue avec l'équipe professionnelle autant en première division allemande qu'en EuroCoupe. Il se distingue en championnat le 29 décembre 2023 face à Mitteldeutscher BC en marquant 17 points et prenant 4 rebonds en 17 minutes, ce qui lui permet par la même occasion d'établir son record à l'évaluation (18) chez les professionnels.
Le 6 février 2024, il inscrit 15 points (à 6/9 aux tirs) en 16 minutes contre la JL Bourg-en-Bresse et bat ainsi son record au scoring en EuroCoupe.
En fin de saison, il enchaîne les bonnes performances à l'image de plusieurs rencontres face à Riesen Ludwigsbourg (15 points) le 31 mars, Mitteldeutscher BC (11 points) le 21 avril, ou encore MLP Academics Heidelberg (13 points) le 4 mai.
Il annonce se présenter à la draft 2024 le 15 avril 2024.

### Knicks de New York (depuis 2024)
Lors de la draft, il est choisi en 25e position par les Knicks de New York.
Ses bonnes performances en présaison (notamment contre les Hornets avec 16 points), lui permettent d'être en 8ème ou 9ème position dans la rotation dès le début de la saison régulière. Il participe à 7 des 14 premiers matchs, avec notamment 18 minutes à 9 points lors de la victoire contre les Wizards.

### Équipes de France jeunes
Durant l'été 2021, il joue ses premiers matchs internationaux en sélections de jeunes. Il prend part à cinq rencontres lors des European Challengers U16 de 2021 (en). En moyenne, il inscrit 6 points et prend 1,4 rebond.
En juillet 2022, il participe à la coupe du monde des moins de 17 ans. Il marque 4,8 points de moyenne et délivre 2,2 passes décisives en 7 matchs et remporte la médaille de bronze avec ses coéquipiers.

## Palmarès et distinctions individuelles

### En sélection nationale
- Vainqueur du groupe A des European Challengers U16 en 2021 (en)
- Médaille de bronze de la coupe du monde des moins de 17 ans en 2022

### Sur la scène internationale
- Élu dans le 5 majeur de l'étape finale de l'Adidas Next Generation Tournament (en) à Belgrade en 2022
- Sélectionné pour participer aux camps de Basketball Without Borders (en) Europe en juin 2022 et Global lors du NBA All-Star week-end 2023